# Georg Honigmann (Mediziner)
Georg Gabriel Honigmann (* 8. Mai 1863 in Breslau; † 7. Dezember 1930 in Gießen) war ein deutscher Mediziner und Hochschulprofessor für Innere Medizin, Nervenheilkunde und Geschichte der Medizin.

## Werdegang
Georg Honigmann, der später zum Protestantismus konvertierte, stammte aus einer jüdischen Familie. Sein Vater David Honigmann (1821–1885) war der Generalsekretär der Oberschlesischen Eisenbahn und hatte sich seit den 1840er Jahren in Schriften und  Artikeln an dem Kampf um die volle Gleichberechtigung der Juden in Preußen sowie an der geistigen Gründung des Reformjudentums beteiligt. Georg Honigmann besuchte in Breslau das Maria-Magdalenen-Gymnasium. Nach dem Abitur studierte er Medizin und wurde nach seiner Promotion 1886 Assistent der Inneren Medizin und Nervenheilkunde an der Universität Gießen. 1891 habilitierte er dort in Innerer Medizin. Im Jahr 1893 eröffnete er eine Praxis für Innere Medizin und Nervenheilkunde in Wiesbaden und gründete dort 1913 eine „Klinik für innerlich Kranke, Erholungsbedürftige und Nervöse“ die jedoch wirtschaftlich ein Misserfolg blieb. Er kehrte daraufhin 1918 nach Gießen zurück und war dort als Internist tätig.
1919 erhielt er die Lehrberechtigung der Universität für Innere Medizin. Auch die Geschichte der Medizin behandelte er ab 1920 in einer Vorlesung, bis er im Juni 1924 zum außerordentlichen und außerplanmäßigen Professor für diese Fachrichtung ernannt wurde. Die Gründung eines eigenen Instituts gelang nicht. Nach dem Tode Honigmanns behalf man sich erneut mit Lehraufträgen.
Honigmanns Sohn Georg Honigmann erlangte in der DDR als Journalist und Sachbuchautor Prominenz. Dessen Tochter ist die Schriftstellerin Barbara Honigmann.

## Leistungen
1913 gab Honigmann die Schrift Ärztliche Lebensfragen und ihre moderne Lösung heraus, in der er sich als Wortführer der Kritiker mit der seinerzeit vieldiskutierten „Krise der Medizin“ beschäftigte. Gemeint war damit, dass sich die Medizin zunehmend als reine Naturwissenschaft entwickelte und Bedürfnisse der Patienten etwa nach Zuwendung und Beachtung psychischer Probleme nicht ausreichend berücksichtigte. Honigmann war 1928 Mitbegründer der Zeitschrift Hippokrates und zudem Mitarbeiter etwa der Zeitschrift für ärztliche Psychotherapie und psychische Hygiene und der Münchner Medizinischen Wochenschrift.

## Veröffentlichungen (Auswahl)
- Praktische Differentialdiagnostik für Ärzte und Studierende. 6 Bände. Verlag Theodor Steinkopff, Dresden 1926.
- Ärztliche Lebensfragen und ihre moderne Lösung. Für Ärzte und Laien. J. F. Bergmann, Wiesbaden 1913.
- Geschichtliche Entwicklung der Medizin. J. F. Lehmanns Verlag, München 1925.
- Zur Vorgeschichte der sozialen Hygiene. In: Archiv für Soziale Hygiene und Demographie. 2, 1926/1927, S. 1–20.
- Die Geschichte der Heilkunde: Magie, Religion, Ethik, Mystik, Philosophie und Wissenschaft; eine historische Einführung in die Medizin – nicht nur – für Studierende, Heilkundige und Ärzte. Bohmeier, Leipzig 2006, ISBN 3-89094-469-8. (Nachdruck der Ausgabe Das Wesen der Heilkünste. Meiner, Leipzig 1924)